# Палмілья
Палмілья (ісп. Palmilla) — місто в Чилі. Адміністративний центр однойменної комуни. Населення - 2.088 осіб (2002). Місто і комуна входить до складу провінції Кольчагуа і регіону Лібертадор-Хенераль-Бернардо-О'Хіггінс.
Територія — 237 км². Чисельність населення — 12 482 мешканців (2017). Щільність населення — 52,7 чол./км².

## Розташування
Місто розташоване за 76 км на південний захід від адміністративного центру області міста Ранкагуа та за 35 км на захід від адміністративного центру провінції міста Сан-Фернандо.
Комуна межує:
- на півночі - з комуною Пічидегуа
- на сході - з комуною Сан-Вісенте-де-Тагуа
- на півдні - з комуною Санта-Крус
- на північному заході - з комуною Пералільйо